# Nissan Altima
O Altima é um sedan médio-grande, produzido pela Nissan, lançado em 1993, com foco no mercado americano. A partir de 2007, teve a oferta de uma versão híbrida, com uso licenciado de tecnologia Toyota (Hybrid Sinergy Drive). Atualmente, encontra-se na 6ª geração.

## No Brasil
Embora presente nos anos 90 no Brasil, por meio de importações independentes, o Altima nunca foi oficialmente lançado pela Nissan no país. Apenas em 2013, 11 anos após a interrupção da importação do Maxima, seu sedan grande; a Nissan ofereceu uma alternativa no segmento médio-grande; a 5ª geração do Altima. Lançado em novembro de 2013, o Altima está disponível em versão única (SL), com motor 2.5L quatro-cilindros em linha 16 válvulas, movido à gasolina. O propulsor é capaz de gerar 182 cavalos. A transmissão oferecida é a CVT (transmissão continuamente variável). Em termos de segurança, por ser importado dos Estados Unidos, o automóvel possui possui os Sinalizadores Laterais de Direção (também conhecidos como SideMarker Lights), item obrigatório na legislação americana, para evitar colisões laterais noturnas. Ainda destacam-se Freios ABS, airbags frontais, laterais e de cortina, EBD, ESP e BAS (Brake Assist, ou Assistência Adicional em Emergência).

## Galeria
- 1ª geração (1993-97)
- 2ª geração (1998-2001)
- 3ª geração (2002-06)
- 4ª geração (2007-12)
- 5ª geração (2013-18)
- 6ª geração (2019-presente)